# Beatmuziek
De beatmuziek is de substijl van de rock die een mengvorm is van rock-'n-roll, doowop, skiffle en rhythm-and-blues en ontstond als merseybeat in Liverpool. Beatmuziek domineerde de popmuziek in het midden van de jaren 1960 en leverde veel van de bands die bijdroegen aan de Britse invasie in de Verenigde Staten. Hiervan waren The Beatles veruit de voornaamste exponent. Andere bekende groepen die scoorden in de beginperiode van de beat waren onder meer The Rolling Stones, The Searchers, The Kinks, The Animals en The Who.
Met de opkomst van de beat veranderde ook de jeugdcultuur drastisch, de vetkuiven werden ingewisseld voor voorover gekamd lang haar, andere modieuze kleding en vooral een wat intellectuele houding van de jongeren.

## Muzikale invloeden
De merseybeat uit Liverpool was vooral in het begin gebaseerd op de Britse skiffle, maar ook de Amerikaanse rock-'n-roll, rhythm-and-blues en soul hadden grote invloed. Zowel John Lennon als Paul McCartney zeiden sterk beïnvloed te zijn door Buddy Holly en artiesten van Motown. The Rolling Stones en The Animals werden weer meer beïnvloed door de rauwe rhythm-and-blues. Bob Dylan heeft grote invloed gehad op de teksten van de songs, niet langer waren het eenvoudige liefdesliedjes, maar ook serieuze onderwerpen over politiek en maatschappelijke problemen kwamen aan bod. Ray Davies van The Kinks heeft hier belangrijk aan bijgedragen. De muzikale invloeden waren overigens wederzijds, Amerikaanse groepen als The Byrds hadden goed geluisterd naar The Beatles.

## Britse invasie
De Britse invasie (British Invasion) was de vloedgolf in de Verenigde Staten en Canada van Britse bands die in de jaren 1960 Amerikaanse bands en artiesten in de hitlijsten overschaduwde.